# Trivignano Udinese
Trivignano Udinese är en ort och kommun i regionen Friuli-Venezia Giulia i Italien och tillhörde tidigare även provinsen Udine som upphörde 2018. Kommunen hade 1 633 invånare (2018).